# Manitou
För andra betydelser, se Manitou (olika betydelser).
Den store Manitou är hos algonkinindianerna i Nordamerika den högste guden/anden, en preexistent fader till alla naturfenomen och alla ting som omger människan.
- Manitou är också benämning på vissa (men inte alla) andar, i synnerhet de mäktigaste andarna.
- Manitou är också benämning på en allt genomsyrande kraft, vilken kan manifestera sig i levande organismer, vattenfall, åska, vind, jordbävning, skeenden i allmänhet etc.
- Manitou är också ett epitet som kan åsättas en mycket mäktig shaman eller en annan människa som har en genomgripande betydelse för sitt samhälle.